# مگا مالدیوس
مگا مالدیوس (به انگلیسی: Mega Maldives) یک شرکت هواپیمایی با کد یاتا LV است که در ۲۳ فوریه ۲۰۱۰ میلادی تأسیس شده و در ۲۳ دسامبر ۲۰۱۰ فعالیتش را آغاز کرده‌است. دفتر مرکزی مگا مالدیوس در ماله، مالدیو واقع شده‌است.